# Сыровидная смазка

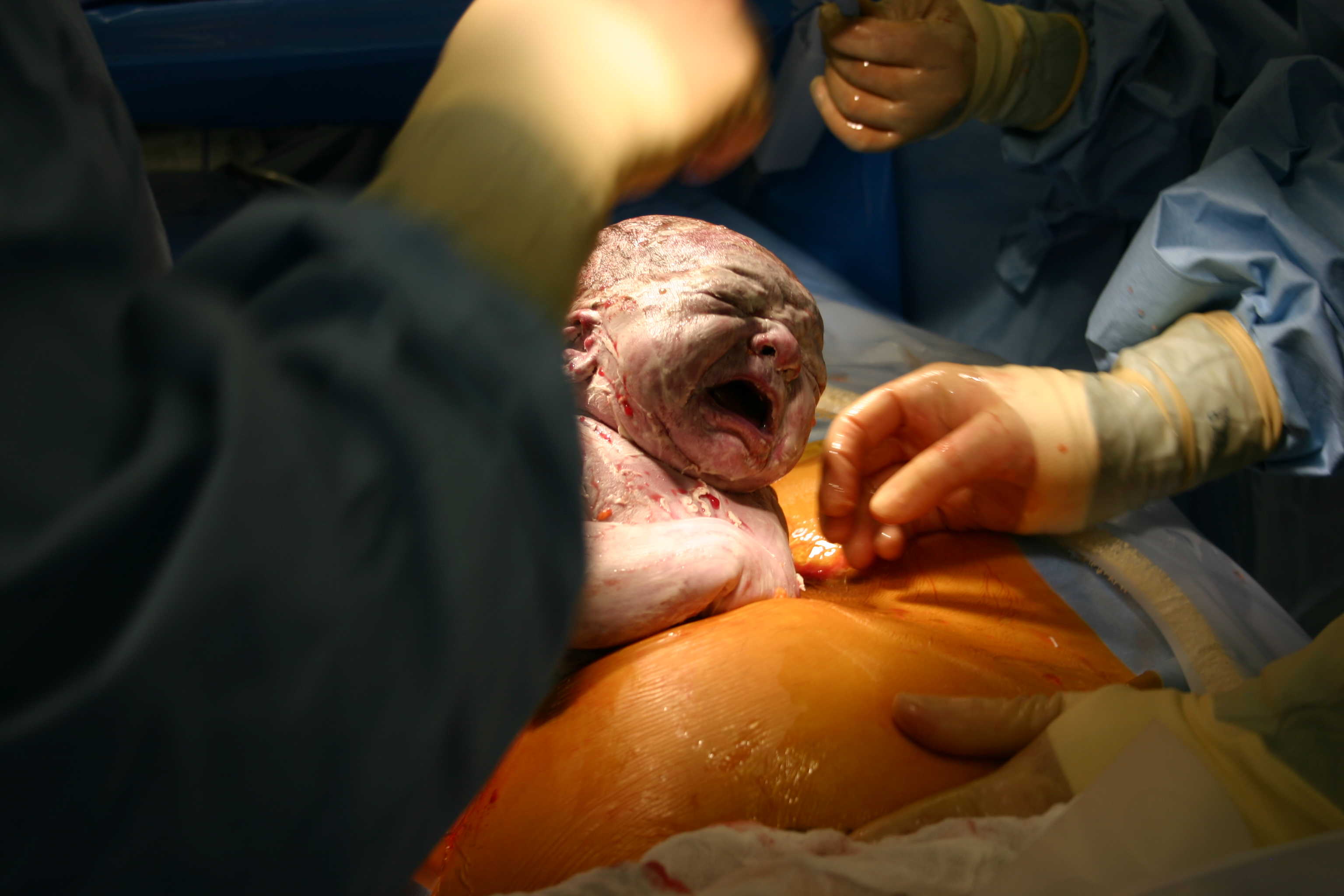
Сыровидная смазка на лице новорождённого

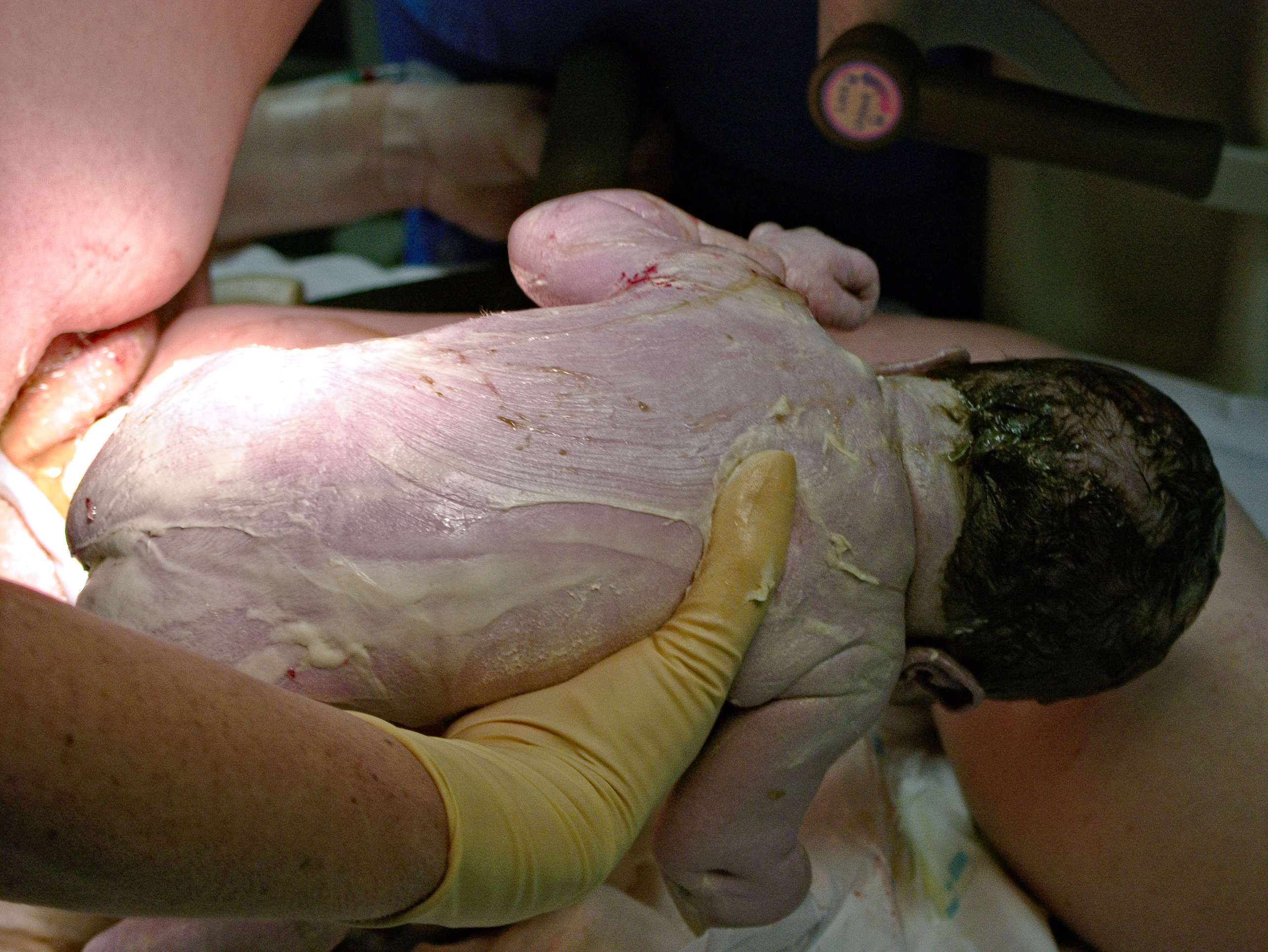
Первородная смазка на теле новорождённого

Сырови́дная, или перворо́дная, сма́зка (лат. vernix caseosa или smegma embryonum) — естественный продукт секреции сальных желез новорождённого, перемешанный с отслоениями кожного эпидермиса и остатками пушковых волос.
Обычно сыровидная смазка имеет вид жирной массы серо-бледного цвета, которая покрывает тело ребёнка в момент рождения. Она защищает кожные покровы младенца в процессе его внутриутробного развития. В её составе имеются несколько антибактериальных олигопептидов, которые обладают эффективными антибактериальными и противогрибковыми свойствами. Из-за этого сыровидную смазку не рекомендуется удалять с тела новорождённого. Лучше всего она сохраняется на волосистой части головы, в подмышечных впадинах, в паху и в складках кожи.
Сыровидной смазкой, в отличие от первородной смазки, также называется смегма при себорее.